# Calypso (John Denver)
"Calypso" is een nummer van de Amerikaanse singer-songwriter John Denver. Het nummer verscheen op zijn album Windsong uit 1975. In juli van dat jaar werd het, met "I'm Sorry", uitgebracht als de eerste single van het album.

## Achtergrond
"Calypso" is geschreven door Denver zelf en is een eerbetoon aan de Franse marine-bioloog Jacques Cousteau en zijn onderzoeksschip Calypso. Denver was een goede vriend van Cousteau en Calypso was zijn schip dat hij gebruikte ter bescherming van de oceaan. Het nummer werd oorspronkelijk uitgebracht als de B-kant van de single "I'm Sorry", wat de eerste plaats in de Amerikaanse Billboard Hot 100 haalde. Nadat "I'm Sorry" van de eerste plaats werd verstoten, begon "Calypso" meer gedraaid te worden op de radio, waardoor het in de hitlijsten werd genoteerd als de nieuwe A-kant. Hierdoor wordt "Calypso" niet beschouwd als een nummer 1-hit, aangezien de hoogste positie die het behaalde als A-kant de tweede plaats is.
In een aantal andere landen werd "Calypso" ook een hit. Zo kwam de plaat in Nieuw-Zeeland op de 5e positie terecht en behaalde in Canada de 29e positie en in Australië de 2e.
In Nederland werd de plaat door dj's Hugo van Gelderen, Tom Mulder, Ad Roland, Ferry Maat, Gerard de Vries en Ron Brandsteder veel gedraaid op "De Beste dag op 3"; de befaamde TROS donderdag op Hilversum 3 en werd mede hierdoor een gigantische hit in de destijds twee landelijke hitlijsten op de nationale publieke popzender. De plaat,  uitgebracht als enkele A-kant, bereikte in zowel de  Nederlandse Top 40 (destijds uitgezonden door de TROS) als de Nationale Hitparade de 2e positie.
In België bereikte de plaat de 4e positie in de voorloper van de Vlaamse Ultratop 50 en de 3e positie in de Vlaamse Radio 2 Top 30. In Wallonië werd de 36e positie behaald in de voorloper van de Waalse Ultratop 50. 
In 2007 gaf de familie van Denver voor het eerst sinds diens overlijden in 1997 toestemming voor het gebruik van zijn stem in een cover van een andere artiest. De Nederlandse zanger Jan Smit zong een duet met Denver, wat verscheen als B-kant op zijn single "Dan volg je haar benen". In de Nederlandse Top 40 op destijds Radio 538 en de publieke hitlijst; de Mega Top 50 op NPO 3FM, behaalde het nummer als B-kant officieel géén notering, maar in de Single Top 100 werd het wel erkend als dubbele A-kant en werd het de eerste Nederlandse nummer 1-hit van Denver. In 2013 bereikte een cover van de Vlaamse zanger Jo Vally de eerste plaats in de Vlaamse top 10.

## Hitnoteringen

### John Denver

#### Nederlandse Top 40
| Hitnotering: 22-11-1975 t/m 31-01-1976 | Hitnotering: 22-11-1975 t/m 31-01-1976 | Hitnotering: 22-11-1975 t/m 31-01-1976 | Hitnotering: 22-11-1975 t/m 31-01-1976 | Hitnotering: 22-11-1975 t/m 31-01-1976 | Hitnotering: 22-11-1975 t/m 31-01-1976 | Hitnotering: 22-11-1975 t/m 31-01-1976 | Hitnotering: 22-11-1975 t/m 31-01-1976 | Hitnotering: 22-11-1975 t/m 31-01-1976 | Hitnotering: 22-11-1975 t/m 31-01-1976 | Hitnotering: 22-11-1975 t/m 31-01-1976 | Hitnotering: 22-11-1975 t/m 31-01-1976 | Hitnotering: 22-11-1975 t/m 31-01-1976 |
| Week                                   | 1                                      | 2                                      | 3                                      | 4                                      | 5                                      | 6                                      | 7                                      | 8                                      | 9                                      | 10                                     | 11                                     |                                        |
| -------------------------------------- | -------------------------------------- | -------------------------------------- | -------------------------------------- | -------------------------------------- | -------------------------------------- | -------------------------------------- | -------------------------------------- | -------------------------------------- | -------------------------------------- | -------------------------------------- | -------------------------------------- | -------------------------------------- |
| Positie                                | 19                                     | 8                                      | 6                                      | 3                                      | 2                                      | 2                                      | 3                                      | 4                                      | 12                                     | 21                                     | 32                                     | uit                                    |

#### Nationale Hitparade
| Hitnotering: 15-11-1975 t/m 17-01-1976 | Hitnotering: 15-11-1975 t/m 17-01-1976 | Hitnotering: 15-11-1975 t/m 17-01-1976 | Hitnotering: 15-11-1975 t/m 17-01-1976 | Hitnotering: 15-11-1975 t/m 17-01-1976 | Hitnotering: 15-11-1975 t/m 17-01-1976 | Hitnotering: 15-11-1975 t/m 17-01-1976 | Hitnotering: 15-11-1975 t/m 17-01-1976 | Hitnotering: 15-11-1975 t/m 17-01-1976 | Hitnotering: 15-11-1975 t/m 17-01-1976 | Hitnotering: 15-11-1975 t/m 17-01-1976 |
| Week                                   | 1                                      | 2                                      | 3                                      | 4                                      | 5                                      | 6                                      | 7                                      | 8                                      | 9                                      |                                        |
| -------------------------------------- | -------------------------------------- | -------------------------------------- | -------------------------------------- | -------------------------------------- | -------------------------------------- | -------------------------------------- | -------------------------------------- | -------------------------------------- | -------------------------------------- | -------------------------------------- |
| Positie                                | 29                                     | 19                                     | 8                                      | 7                                      | 3                                      | 2                                      | 3                                      | 6                                      | 16                                     | uit                                    |

#### NPO Radio 2 Top 2000
| Nummer met noteringen in de NPO Radio 2 Top 2000 | '99 | '00 | '01 | '02 | '03 | '04 | '05 | '06 | '07 | '08 | '09 | '10 | '11 | '12 | '13  | '14  | '15  | '16  | '17  | '18  | '19  | '20  | '21  | '22  | '23  | '24  |
| ------------------------------------------------ | --- | --- | --- | --- | --- | --- | --- | --- | --- | --- | --- | --- | --- | --- | ---- | ---- | ---- | ---- | ---- | ---- | ---- | ---- | ---- | ---- | ---- | ---- |
| Calypso                                          | 515 | 461 | 823 | 758 | 679 | 810 | 699 | 676 | 640 | 657 | 805 | 766 | 826 | 812 | 1033 | 1192 | 1220 | 1167 | 1263 | 1217 | 1106 | 1146 | 1139 | 1239 | 1265 | 1304 |

1. ↑  Een vetgedrukt getal geeft de hoogste notering aan.

#### Evergreen Top 1000
| Jaar    | 2008 | 2009 | 2010 | 2011 | 2012 | 2013 | 2014 | 2015 | 2016 | 2017 | 2018 | 2019 | 2020 | 2021 | 2022 | 2023 |
| ------- | ---- | ---- | ---- | ---- | ---- | ---- | ---- | ---- | ---- | ---- | ---- | ---- | ---- | ---- | ---- | ---- |
| Positie | 211  | 22   | 35   | 35   | 33   | 58   | 137  | 246  | 262  | 307  | 236  | 138  | 147  | 192  | 185  | 164  |

### Jan Smit & John Denver

#### Single Top 100
| Hitnotering week 1 t/m 16: 03-11-2007 t/m 16-02-2007 Hitnotering week 17 t/m 18: 01-03-2008 t/m 08-03-2008 | Hitnotering week 1 t/m 16: 03-11-2007 t/m 16-02-2007 Hitnotering week 17 t/m 18: 01-03-2008 t/m 08-03-2008 | Hitnotering week 1 t/m 16: 03-11-2007 t/m 16-02-2007 Hitnotering week 17 t/m 18: 01-03-2008 t/m 08-03-2008 | Hitnotering week 1 t/m 16: 03-11-2007 t/m 16-02-2007 Hitnotering week 17 t/m 18: 01-03-2008 t/m 08-03-2008 | Hitnotering week 1 t/m 16: 03-11-2007 t/m 16-02-2007 Hitnotering week 17 t/m 18: 01-03-2008 t/m 08-03-2008 | Hitnotering week 1 t/m 16: 03-11-2007 t/m 16-02-2007 Hitnotering week 17 t/m 18: 01-03-2008 t/m 08-03-2008 | Hitnotering week 1 t/m 16: 03-11-2007 t/m 16-02-2007 Hitnotering week 17 t/m 18: 01-03-2008 t/m 08-03-2008 | Hitnotering week 1 t/m 16: 03-11-2007 t/m 16-02-2007 Hitnotering week 17 t/m 18: 01-03-2008 t/m 08-03-2008 | Hitnotering week 1 t/m 16: 03-11-2007 t/m 16-02-2007 Hitnotering week 17 t/m 18: 01-03-2008 t/m 08-03-2008 | Hitnotering week 1 t/m 16: 03-11-2007 t/m 16-02-2007 Hitnotering week 17 t/m 18: 01-03-2008 t/m 08-03-2008 | Hitnotering week 1 t/m 16: 03-11-2007 t/m 16-02-2007 Hitnotering week 17 t/m 18: 01-03-2008 t/m 08-03-2008 | Hitnotering week 1 t/m 16: 03-11-2007 t/m 16-02-2007 Hitnotering week 17 t/m 18: 01-03-2008 t/m 08-03-2008 | Hitnotering week 1 t/m 16: 03-11-2007 t/m 16-02-2007 Hitnotering week 17 t/m 18: 01-03-2008 t/m 08-03-2008 | Hitnotering week 1 t/m 16: 03-11-2007 t/m 16-02-2007 Hitnotering week 17 t/m 18: 01-03-2008 t/m 08-03-2008 | Hitnotering week 1 t/m 16: 03-11-2007 t/m 16-02-2007 Hitnotering week 17 t/m 18: 01-03-2008 t/m 08-03-2008 | Hitnotering week 1 t/m 16: 03-11-2007 t/m 16-02-2007 Hitnotering week 17 t/m 18: 01-03-2008 t/m 08-03-2008 | Hitnotering week 1 t/m 16: 03-11-2007 t/m 16-02-2007 Hitnotering week 17 t/m 18: 01-03-2008 t/m 08-03-2008 | Hitnotering week 1 t/m 16: 03-11-2007 t/m 16-02-2007 Hitnotering week 17 t/m 18: 01-03-2008 t/m 08-03-2008 | Hitnotering week 1 t/m 16: 03-11-2007 t/m 16-02-2007 Hitnotering week 17 t/m 18: 01-03-2008 t/m 08-03-2008 | Hitnotering week 1 t/m 16: 03-11-2007 t/m 16-02-2007 Hitnotering week 17 t/m 18: 01-03-2008 t/m 08-03-2008 | Hitnotering week 1 t/m 16: 03-11-2007 t/m 16-02-2007 Hitnotering week 17 t/m 18: 01-03-2008 t/m 08-03-2008 |
| Week | 1 | 2 | 3 | 4 | 5 | 6 | 7 | 8 | 9 | 10 | 11 | 12 | 13 | 14 | 15 | 16 | | 17 | 18 | |
| --- | --- | --- | --- | --- | --- | --- | --- | --- | --- | --- | --- | --- | --- | --- | --- | --- | --- | --- | --- | --- |
| Positie | 1 | 1 | 1 | 2 | 2 | 3 | 8 | 8 | 11 | 16 | 21 | 41 | 45 | 54 | 43 | 88 | uit | 96 | 85 | uit |